# Plopiș, Harghita
Plopiș este un sat în comuna Gălăuțaș din județul Harghita, Transilvania, România.

 Acest articol despre o localitate din județul Harghita este deocamdată un ciot. Puteți ajuta Wikipedia prin completarea lui.